# Departamento de Calingasta
Departamento de Calingasta är en kommun i Argentina.   Den ligger i provinsen San Juan, i den nordvästra delen av landet, 1 100 km väster om huvudstaden Buenos Aires. Antalet invånare är 8 176. Arean är 22,6 kvadratkilometer.
Terrängen i Departamento de Calingasta är kuperad.
Omgivningarna runt Departamento de Calingasta är i huvudsak ett öppet busklandskap. Trakten runt Departamento de Calingasta är nära nog obefolkad, med mindre än två invånare per kvadratkilometer.